# Anton Myssine
Anton Guenadievitch Myssine (en russe : Антон Генадьевич Мысин) est un joueur russe de volley-ball né le 21 janvier 1985. Il mesure 2,00 m et joue attaquant.

## Clubs
| Club                    | De        | À         |
| ----------------------- | --------- | --------- |
| Dorojnik Krasnoïarsk    | 2002-2003 | 2008-2009 |
| Iskra Odintsovo         | 2009-2010 | 2010-2011 |
| Gazprom-Iourga Sourgout | 2011-2012 | 2012-2013 |
| Lokomotiv Novossibirsk  | 2013-2014 | ...       |

## Palmarès
- Coupe de la CEV
  - Finaliste : 2010